# Gizałki
Gizałki – wieś w Polsce położona w województwie wielkopolskim, w powiecie pleszewskim, w gminie Gizałki, nad Prosną, przy skrzyżowaniu dróg wojewódzkich nr 442 i 443.
W latach 1975–1998 miejscowość administracyjnie należała do województwa kaliskiego.
Miejscowość jest siedzibą gminy Gizałki.
Gizałki są najmniejszą pod względem ludności (887) siedzibą władz gminy w powiecie pleszewskim obok największej stolicy gminy Pleszew (ok. 20 tys.), Dobrzycy (3,3 tys.), Gołuchowa (2,3 tys.), Chocza (1,8 tys.) i Czermina (1,03 tys.).

## Historia
Miejscowość pod zlatynizowaną nazwą Gizino wymieniona jest w łacińskim dokumencie wydanym w Gnieźnie w 1283 roku sygnowanym przez króla polskiego Przemysła II.
W 2020 otwarto we wsi halę sportową przy szkole podstawowej.

## Współpraca
Miejscowość partnerska:
- Momignies, Belgia